# Blåhøj (plaats)
Blåhøj is een plaats in de Deense regio Midden-Jutland, gemeente Ikast-Brande, en telt 338 inwoners (2008).